# South of Suva
South of Suva er en amerikansk stumfilm fra 1922 af Frank Urson.

## Medvirkende
- Mary Miles Minter som Phyllis Latimer
- Winifred Bryson som Pauline Leonard
- Walter Long som Sydney Latimer
- John Bowers som John Webster
- Roy Atwell som Marmaduke Grubb
- Fred Kelsey som Karl Swartz